# South Haven (Kansas)
South Haven – miasto w Stanach Zjednoczonych, w stanie Kansas, w hrabstwie Sumner.